# 趙善軒
趙善軒（英語：Dr. Gavin Chiu Sin-hin，1981年—）出生于香港，身兼歷史學者、YouTuber、主持人，早年任中文科補習名師。

## 生平
趙善軒自小在香港島南區華富邨長大，母親是水上人，在香港仔漁船上生活多年，後獲港府安置到田灣的公屋。趙善軒小學就讀於聖公會置富始南小學，中學時曾於香港中國婦女會馮堯敬紀念中學修讀中一。中學畢業後，他升讀香港樹仁學院（現香港樹仁大學）歷史系，先後獲榮譽文憑及榮譽文學士學位。之後在香港新亞研究所及廣州暨南大學兼讀學位，以《上海機器織布局（1878－1893）發展史研究》取得新亞研究所文學碩士（2008），及以《歷史文學與經濟思想：<史記：貨殖列傳>研究》獲得暨南大學中國古代文學博士，其後擔任新亞研究所博士後研究員。
趙善軒曾創辦補習社「趙博教室」、亦曾任現代教育中文科補習導師及OurRadio「通識天地」節目主持。
趙善軒現為國立中山大學臺港國際研究中心兼任研究員，曾為深圳大學饒宗頤文化研究院副教授、明愛專上學院人文及語言學院助理教授、樹仁大學經濟系客席講師、臺灣中央研究院近代史研究所訪問學人（2017年1月10日 — 2017年3月10日）、美國布萊恩特大學及北京理工大學珠海學院合聘副教授。
2024年5月，趙善軒當選英國皇家歷史學會副院士（Associate Fellows），2018年獲中國經濟思想史優秀（一等）著作獎，研究題目包括經濟思想、經濟史、政治經濟學，出版著作二十一部，論文三十餘篇。
趙善軒曾擔任母校香港中國婦女會馮堯敬紀念中學校董及謎米香港節目主持和行政總裁，曾為《周末趙集》主持及《蕭遙遊》客席主持，人稱趙博。2015年7月，他在《蕭遙遊》節目中透露，因參與佔領運動，他任職的學校收到數十封投訴信，所以他決定辭去網台節目、所有公職及學術工作。

## 個人生活
2014年7月1日七一大遊行後，香港專上學生聯會午夜在遮打道預演和平佔中，警方圍捕511名參與者，趙善軒是其中之一。
趙善軒在2014年11月24日的〈蕭遙遊〉節目中透露，他因與謎米香港的女主持Kate交往而遭「低俗頻道」的金主歐陽永權（綽號「鱷魚」）刑事恐嚇。
2015年趙善軒發現女友Phoebe意外懷孕，之後在同年仲夏舉行婚禮。太太任職鋼琴教師。
2016至2017年間，趙善軒在台灣擔任客席教授，一家人都喜歡台灣的生活環境，2017年曾申請移民台灣。但因自己和太太的健康及疫情等原因而未能實現計畫。
於2017年11月左右，趙善軒發現淋巴結脹大，之後證實患上癌症，屬最晚期的第四期，經過手術、電療、中醫、斷醣等治療後，於2018年9月康復。
2020年，趙善軒的太太Phoebe再度意外懷孕，並發現有「胎盤前置三期」。2020年10月15日太太入院分娩時，醫生發現她有「植入性胎盤」問題，而且情況比想像中嚴重得多，導致產後大量出血昏迷，需要立即進行手術止血。經歷了11小時的搶救、四次手術及接受逾20包血液，太太最終成功逃出鬼門關，母女安全。當中涉及醫療費數十萬元。
2021年4月，由於台灣仍未能批簽證給他的妻子及女兒，趙善軒舉家移民英國，定居於倫敦。

## 爭議

### 批評留港者心存僥倖
2021年，趙善軒舉家移民英國後，經常批評選擇繼續留在香港的市民是「心存僥倖」，因而被指針對留港者。2022年7月，香港作家王迪詩在其面書公開發文，指某已經移民外國的KOL只批評留在香港的人是「心存僥倖」，而不理解和體諒選擇留在香港的人，必然有十分重要的理由。

### 以巧克力誘捕幼狐 涉嫌毒殺狐狸
2023年4月20日，趙善軒在其臉書網頁及Youtube提到，上個月旅行回家後，發現狐狸在花園裡生了六隻幼狐，於是在家中實行「捉狐狸計劃」，以獸籠捕捉狐狸，籠中並放有巧克力等食物為餌，結果捕捉了一個剛出生不久的幼狐狸，並成功誘使幼狐吃下巧克力，事件引起了網上熱議。很多網民批評他以巧克力為誘餌的行為殘忍，含有可可鹼的巧克力可能令狐狸中毒致死；捕捉幼狐的行動亦受指摘，因為即使將捕捉到的幼狐狸放野外放逐，離開了母親的幼狐亦難以生存。同年5月2日，趙善軒在 Youtube 頻道中以「受到猛烈攻擊，也上了報章，我學會什麼教訓？《別跟豬打架》學到的道理」為題，回應愛護動物人士對他以巧克力誘捕幼狐行為的批評，他並比喻批評者為豬，以「別跟豬打架，因為滿身泥濘的豬會弄髒自己」作總結。

### 批擊特朗普第二届任期关税
趙善軒多次批擊特朗普第二届任期關稅和對烏克蘭的外交政策，認為前者會對美國和全球經濟經濟造成巨大損失，而後者則是背棄信義,他又駁斥特朗普對拜登在2020年國總統選選舉舞弊的指控。

## 學術著作
趙善軒為英國皇家歷史學會會員、副院士及歐洲漢學學會會員。研究領域為中國文化史、經濟思想史、中國經濟史。出版著作十九本，論文三十篇。他曾任教於美國 Bryant University 、北京理工大學珠海學院、深圳大學、香港樹仁大學等多間學府，歷任客座教授、副教授、中央研究院高級訪問學者，現任國立中山大學研究員（兼任）。

### 學術書籍
- 趙善軒（2025）。《貨幣、思想與歷史通論：中國經濟史的變局與抉擇》ISBN 9786269969760。
- 陶國璋、趙善軒（2023）。《再飄零：離散時代與社會撕裂的哲學思考》ISBN 9786269737253。
- 趙善軒（2017）。《司馬遷的經濟史與經濟思想──中國的自由經濟主義者》萬卷樓圖書[28]
- 宋敘五、趙善軒（2004）。《清朝乾嘉之後國勢衰頹的經濟原因》。香港：樹仁學院出版社，2004年5月。ISBN 9789628719419。
- 張偉保、趙善軒、羅志強（2010）。《經濟與政治之間：中國經濟史研究》。福建：廈門大學出版社，2010年3月。ISBN 9787561534755。
- 趙善軒、李安竹、李山（2013）。《新視野中華經典‧管子》香港：中華書局，2013年7月(ISBN 9789888236862)；《中信國學大典‧管子》北京：中信出版社，2014年1月。
- 趙善軒、耿佳佳（2014）。《新視野中華經典‧鹽鐵論》。香港：中華書局，2014年1月(ISBN 9789888236725) ； 《中信國學大典‧鹽鐵論》北京：中信出版社，2014年9月。
- 楊永漢、張偉保、趙善軒編（2018）。《經濟史家宋敘五教授紀念論文集》。台北：萬卷樓，2018年8月。(ISBN 9789864782062)
- 張偉保、趙善軒、溫如嘉編（2018）。《觀瀾索源：先秦兩漢思想史新探 》。台北：萬卷樓，2018年9月。(ISBN 9789864782093)

### 會議文章
- 《包世臣與他的貨幣思想》（與宋敘五合著），宣讀於中國經濟思想史學會第十一屆年會，2004年11月22日於北京師範大學珠海分校。
- 《上海機器織局（1878－1893）的籌設、經營及於中國近代工業化的地位》，宣讀於中國社會科學院、中國經濟史學會、江西財經大學主辦「近世中國經濟發展模式選擇與實踐國際學術研討會」，2005年5月16日於江西財經大學。
- 《戲劇與中學中國歷史教學─以《東史郎日記》為例》（合著），宣讀於香港樹仁學院歷史系、香港浸會大學歷史系與香港中國近代史學會合辦「廿一世紀華人社會的歷史教育研討會」2006年6月8日至9日於香港浸會大學。
- 《司馬遷的奢侈經濟思想》「古文獻與嶺南文化國際學術研討會暨中國《史記》研究會第九届年會」2010年12月18日－21日

### 期刊論文
- 《評宋敘五<西漢貨幣史>》，香港中文大學中國文化研究所：《二十一世紀》第81期，2004年 2月，頁152-154；並轉載於《二十一世紀 （页面存档备份，存于）》網絡版，2005年4月號。
- 《重評「大明寶鈔」》（合著），《江西師範大學學報‧社哲版》，2005年1月，頁65-74。
- 《鄭觀應「專利」建議及上海機器織布局的實踐》，《石家莊學院學報》，2005年Vol.7 No.4，頁22-27。
- 《天朝外交抑或平等外交，評Jing-shen Tao, Two Sons of Heaven: Studies in Sung-Liao Relations》，香港中文大學中國文化研究所：《二十一世紀》，2005年 12月，頁153-157。
- 《包世臣的貨幣思想》（合著），新亞研究所編：《新亞學報》卷23，2006年2月，頁327-355。
- 《兩漢俸祿考》，《江西師範大學學報‧社哲版》，2010年1月，頁70-73。
- 《兩漢俸祿與中古自然經濟》，新亞研究所編：《新亞論叢》第十一期，2010年10月，頁71-73。
- 《康雍乾盛世的國民生活水平》，香港中文大學中國文化研究所：《二十一世紀》，2011年 3月，頁125-128。
- 《司馬遷為商人立傳的尺度》，新亞研究所編：《新亞論叢》第十二期，2011年12月，頁77-81。
- 《從<二年律令>看漢初自由經濟—兼論荀悅「上惠不通」說》，新亞研究所編：《新亞論叢》第十三期，2012年12月，頁78-83。
- 《南洋兄弟的管理之敗》（合著），《管理學家》，2013年9月號。
- 《評莫世祥<中山革命在香港>》，新亞研究所編：《新亞論叢》第十四期，2013年10月，頁246-248。
- 《民族企業家劉鴻生與新式煤炭業投資》（合著），《管理學家》，2014年6月號，頁50-53。
- 《從哲學角度看政治人物的二元性問題》（合著），新亞研究所編：《新亞論叢》第十五期，2014年12月，頁341-344。
- 《專賣、選士與路徑依賴下的司馬遷經濟思想》（合著），新亞研究所編：《新亞論叢》第十八期，2017年12月，頁113-121。
- 《何炳棣與中研院斷交考，兼論海外華人政治認同之轉向》，《香港社會科學學報》(夏)，2018年6月，頁165-202。

專書章節:
- 《上海機器織布局的官僚之現象》，收於《經濟與政治之間：中國經濟史研究》福建：廈門大學出 版社，2010年6月。
- 《由盛轉衰：南洋煙草企業個案分析》，收於《經濟與政治之間：中國經濟史研究》福建：廈門大學出版社，2010年6月。
- 《從人口、物價、工資從17-18世紀國民生活水平》，收於《經濟與政治之間：中國經濟史研究史》福建：廈門大學出版社，2010年3月。
- 《評十年建國，1927－1937》，收於《經濟與政治之間：中國經濟史研究》福建：廈門大學出版社，2010年3月。
- 《司馬遷的奢華經濟思想初探》，安平秋、張玉春主編：《古文獻與嶺南文化研究》，北京：華文出版社，2010年12月。
- 《<管子>其書其人的現實主義》，饒宗頤主編：《新視野中華經典導讀》，香港：中華書局，2017年7月。
- 《干預主義與反干預主義：《鹽鐵論》中的經濟思想》，饒宗頤主編：《新視野中華經典導讀》，香港：中華書局，2017年7月。
- 《黃老學說與司馬遷的經濟思想》，《觀瀾索源：先秦兩漢思想史新探》台北：萬卷樓，2018年9月，頁１99-220。
- 《從英譯《史記》看司馬遷「善者因之」》，《觀瀾索源：先秦兩漢思想史新探》台北：萬卷樓，2018年9月，頁221-244。
- 《從路徑依賴看漢武帝新政—以司馬遷為中心》（合著），《觀瀾索源：先秦兩漢思想史新探》台北：萬卷樓，2018年9月，頁249-264。
- 《<漢紀>「上惠不通」釋疑—漢代經濟史與思想史的交叉觀察》台北：萬卷樓，2018年9月，頁279-293。
- 《饒宗頤、三衫隆敏與海上絲路考》，《饒宗頤紀念文集》，深圳：海天出版社，2018年11月。
- 《<老子想爾注>的反欲思想，兼與《史記》之比較》，《歷史與文化論文集》，香港：中華書局，預計於2019年夏天出版。
- (With S. C. Kwan) “Monetary Thought in the Han Dynasty and Three Kingdoms Period (220 BCE-280 CE).” Edited by Cheng Lin, Terry Peach and Wang Fang. 𝘛𝘩𝘦 𝘗𝘰𝘭𝘪𝘵𝘪𝘤𝘢𝘭 𝘌𝘤𝘰𝘯𝘰𝘮𝘺 𝘰𝘧 𝘵𝘩𝘦 𝘏𝘢𝘯 𝘋𝘺𝘯𝘢𝘴𝘵𝘺 𝘢𝘯𝘥 𝘐𝘵𝘴 𝘓𝘦𝘨𝘢𝘤𝘺, 86-100. London: Routledge, 2019.

### 學術書評
《評宋敘五<西漢貨幣史>》《二十一世紀》第81期，2004年 2月；並轉載於《二十一世紀》網絡版總第37期，2005年4月

### 其他著作
- 《先秦兩漢政治得失: 蕭若元、趙善軒對談錄》蕭若元／趙善軒. Hong Kong New Media. 2014
- 《再飄零：離散時代與社會撕裂的哲學思考》趙善軒／陶國璋. 一八四一出版. 2023.

### 中學教參書、普及作品
- 《教科書沒告訴您的歷史與政治經濟》好年華出版.2021
- 《中文讀書之道：讀寫方法學。壹》集思出版有限公司. 2013
- 《334新學制：中文摘星筆記》星島出版.2011-4
- 《星級作文攻略: 威力加強版》星島出版. 2010
- 《中西大不同》匯智出版. 2010
- 《含英咀華: 通識與中國文化》趙善軒／劉志輝. 星島出版. 2009

## 外部連結
- Gavinchiu趙氏讀書生活 YouTube頻道 （页面存档备份，存于）